# Cadet social
La notion d'ethnologie de cadets sociaux désigne, notamment au Nigéria et au Cameroun, un statut de cadet qui ne permet pas d'hériter, ce qui en fait un groupe dominé. Cette exclusion foncière peut conduire à la révolte ou à la dissidence. 

## Genèse de la notion
D'après le chercheur Franck Beuvier, la notion de cadet est débattue depuis les années 1950 en anthropologie. Les inégalités entre aînés et cadets (notamment dans l'héritage) conduisent, dans les chefferies Grassfield par exemple, à distinguer les cadets comme groupe social. Chez Jean-Pierre Warnier, dans les années 1990, le terme "cadet social" apparaît. L'idée de conflit structurel entre aînés et cadets, héritiers et non héritiers, s'inspire de Claude Lévi-Strauss qui a théorisé les structures élémentaires. L'africanisme en France de 1950 à 1970 s'attache à la question des cadets, par une approche "par le bas" inspirée de la méthode marxiste. Cette tension entre aînés et cadets est favorisée par l'ordre colonial. Selon Meissallioux, il s'agit d'un conflit politique (rapport de domination entre groupes sociaux) en plus d'un conflit familial (rapport entre personnes). Bayart, dans un écrit sur le Cameroun, évoque les "dépendants" parmi lesquels figurent les esclaves, les cadets, les fils et les femmes. Bayart emploie le terme hégémonique pour évoquer cette stratification, ce qui s'inspire de l'hégémonie culturelle du philosophe marxiste Antonio Gramsci. 
Franck Beuvier énumère des termes rattachés au cadet : "déshérité, pauvre, natif marginal, citoyen camerounais sans importance, célibataire, loyaliste, asexué". 
La notion de "cadet social" est parfois élargie aux groupes dominés d'Afrique subsaharienne, comme les femmes. Les cadets voient leur mobilité sociale réduite et disposent de moins de pouvoir 
. 

## Conséquences du statut de cadet
Les bandes et gangs de jeunes recrutent souvent des cadets sociaux : ils "se nourriraient de [leur] frustration" ou de leur "manipulation", d'après un article de la revue Afrique Contemporaine.
Boko Haram tend à recruter des cadets. Ces derniers ne pouvant pas hériter dans le système coutumier traditionnel, le mode d'héritage foncier étant "en pratique réservé au seul aîné mâle". Ainsi, il est possible que cette exclusion structurelle constitue un vivier pour Boko Haram 
. 